# Michael Whinney
Michael Humphrey Dickens Whinney (* 8. Juli 1930 in Chelsea, London; † 3. Februar 2017) war ein britischer anglikanischer Theologe. Er war von 1985 bis 1988 Bischof von Southwell in der Church of England.

## Leben und Karriere
Whinney wurde als Sohn von Humphrey Whinney und dessen Ehefrau Evelyn Low geboren. Er war ein Ururenkel des englischen Schriftstellers Charles Dickens. Er besuchte die Charterhouse School und studierte am Pembroke College der Universität Cambridge. Er arbeitete zunächst als Buchhalter. 1957 wurde er zum Diakon geweiht; 1958 erfolgte seine Priesterweihe. Seine Priesterlaufbahn begann er als Vikar (Curate) in Rainham im Hornchurch Urban District östlich von London in Essex. Danach hatte er zwei Anstellungen im Londoner Stadtbezirk Bermondsey inne, zunächst als Pfarrer (priest in charge) des Cambridge University Mission Settlement. Ab 1966 war er Pfarrer (Vicar) an der St James’ with Christ Church in der Diözese Southwark. Von 1973 bis 1982 war er Archidiakon (Archdeacon) von Southwark.
1982 wurde er zum Bischof geweiht. Von 1982 bis 1985 war er als „Bischof von Aston“ Suffraganbischof in der Diözese Birmingham der Church of England. 1985 wurde er, als Nachfolger von Denis Wakeling, Bischof von Southwell in der Church of England; dort blieb er bis zu seinem Ruhestand im Amt. 1988 ging er in den Ruhestand. Sein Nachfolger als Bischof von Southwell wurde Patrick Harris. Nach seinem Ruhestand war er von 1988 bis 1995 Assistenz-Bischof in der Diözese von Birmingham (Assistant bishop in Birmingham). Von 1992 bis 1995 war er Mitglied des Domkapitels und Residenzkanoniker an der St Philip’s Cathedral in Birmingham. Seit 1995 war er Ehrenamtlicher Hilfsbischof (Honorary Assistant Bishop) in der Diözese von Birmingham.
Von 2005 bis 2006 übernahm Whinney noch einmal ein offizielles Kirchenamt. Nach der Berufung von John Sentamu als Erzbischof von York versah er kommissarisch während des Interregnums bis zum Amtsantritt von David Urquhart im November 2006 das Amt des Bischofs von Birmingham. Er gehörte dem evangelikalen Flügel der Church of England an.
Whinney heiratete 1958 seine Ehefrau Veronica Webster. Aus der Ehe gingen drei Kinder hervor, zwei Söhne und eine Tochter.